# 福井火力発電所
福井火力発電所（ふくいかりょくはつでんしょ）は、福井県坂井市にある北陸電力の石油火力発電所。

## 概要
1973年1月12日に1号機が運転を開始した。その後、老朽化などで下記の福井共同火力発電との合併（2004年4月1日）に伴い、前日の3月31日に廃止された。
なお、隣接して三国共同火力発電所があり、1975年9月26日に着手決定し、1976年3月30日に着工、1978年9月3日に1号機（現在の三国1号機）が運転を開始した。この三国共同火力発電所は、福井共同火力発電（古河アルミニウム工業-現UACJとの共同設立）が運営していたが、2004年4月1日に北陸電力が既に完全子会社となっていた福井共同火力発電を合併、福井火力発電所三国1号機と改称された。

## 発電設備
- 総出力：25万kW[7]

三国1号機（旧三国共同火力発電所1号機）
定格出力：25万kW
使用燃料：重油、原油
営業運転開始：1978年9月3日（同日には全容量排煙脱硫装置も運転開始）

## 廃止された発電設備
1号機（廃止）
定格出力：35万kW
使用燃料：重油、原油
営業運転期間：1973年1月12日 - 2004年3月31日